# 邺之战
邺城攻略战，发生在204年的中国东汉末年，交战双方为军阀曹操与其敌人袁绍的儿子和继承者袁尚，战事发生在袁氏大本营邺城。曹操当时已和与袁尚发生继承权之争的其兄长袁谭结盟，并在袁谭要求下围邺城。此次围城战成功将袁氏逐出冀州，曹操此后将邺城作为主要军事基地。

## 背景
北方的权势军阀袁绍于200年官渡之战被南面相邻的军阀曹操决定性击败，2年后沮丧而亡。袁氏虽败，并未消亡，袁绍身后有三子袁谭、袁熙、袁尚和外甥高幹，仍握有冀、幽、青、并四州。但袁氏兄弟关系并不融洽。长子袁谭和被支持者审配、逄纪抢先立为继承人的弟弟袁尚争夺继承权，而次子袁熙满足于掌控最北的幽州，没有介入兄弟之争。202年冬，曹操攻袁谭大营于黎阳，袁尚率本部军马助兄。兄弟俩拖延了六个月才被驱赶回邺城，在那里反击，使曹操暂退。
203年中曹操开始撤退后，两兄弟关系急剧转恶。袁谭要求更多军队和装备以率军追击曹操，但袁尚不希望兄长掌握更多军队，拒绝了。如此的不信任之举成为激怒袁谭的导火索，他背叛弟弟怒攻邺城，袁尚再次守住邺城，追袁谭六百余里至勃海郡郡治南皮。渤海在袁谭名义上仍任刺史的青州边缘，虽然基于自身权势得到一些帮助，但一些下属反叛了，他的处境很不安稳。故当袁尚攻南皮时，袁谭南逃平原，再次被围。此时他接近曹操的兖州，谋士郭图建议求助曹操。郭图认为曹操军将攻邺城，当袁尚回救总部时，袁谭可尽得邺城以北之地；一旦曹操得手，袁尚失势，曹操因为消耗过度也将很快撤退，留下袁谭控制北方且足以对抗曹操。袁谭起初不同意，但后来派辛毗为使寻求和曹操结盟。
自从邺城撤退起，曹操对袁氏兄弟的政策就是任他们自相消耗，他则对付他们在荆州的盟友刘表，因此不知如何应对来使辛毗。曹操谋士荀彧一直倡议先定北方，认为刘表的野心不足以构成威胁，眼下正是在袁氏兄弟重新联手前趁其内斗从中取利的时机。曹操同意了，但仍先对付荆州。辛毗观察到曹操怀疑袁谭结盟的诚意，说：“明公不需要问信任还是使诈，直接论时势便可。……现在求救于明公，这可以知道了。袁尚困袁谭却不能攻取，这是力竭了。……现在去攻邺城，袁尚不回救，就不能自守。回救，则袁谭追赶其后。以明公的威仪，对付困穷的敌人，打击疲敝的贼寇，无异于疾风扫秋叶。天把袁尚送给明公了。……如果想等以后，以后也许五谷丰登，敌人又知道自己的过失了，改革政府，回复权势，您就失去了用兵之要了。眼下最好的办法就是趁袁谭请求救援而予以安抚。况且四方的贼寇，没有大于河北的；河北平定了，六军气盛，天下也震动了。”
曹操采纳了建议，辛毗也改变阵营。203年末，曹操再次率军渡过黄河至黎阳，为儿子曹整娶袁谭女以巩固联盟。袁尚解平原之围，还救邺城。袁谭安稳了，曹操回师。

## 战役

### 围邺城
204年春，曹操再渡黄河，留心于对付河北时的后勤问题，开始了一些水路工程以疏通补给线。与此同时，袁尚以为可以安然还攻袁谭于平原了，留下忠实支持者审配守邺城。袁尚的一些部下认为袁尚权威存疑，当曹操于约二三月进军邺城时，苏由所部守军试图反叛，献邺城于曹操。事泄，审配在城内镇压了作乱者，苏由逃奔曹操。
曹操军到了邺城门口，深沟高垒以围城。围城后，曹操留部将曹洪围城，四月，他西进攻袁尚部守卫来自并州的补给线的武安长尹楷。曹操军在太行山下袭尹楷于毛城要塞，越过邺城防线，败沮鹄于邺城以北的邯郸。这使得袁尚手下更多的地方官叛变，黑山军首领张燕也帮助曹操。此时，邺城与南、西、北三面的联系都被切断，袁尚还在它的东面面对袁谭。
五月，曹操军还围邺城。审配积极守城，在城内挖沟渠，以防曹操挖地道，并处理下属纠纷。部将冯礼开暗门迎敌入城。审配发觉，扔下大石砸入口，封门，杀入城士兵约三百人。
围城工事完成后仅数周，曹操改变战略，下令毁之，在原处挖了40里长的浅壕沟围住城池。起初，壕沟浅得可轻易渡过，审配看后笑了，不以为意。曹操在一夜之间将壕沟挖到广、深皆达二丈，从附近的漳河向西引水，在南面形成晏陂泽，向东、北流入洹河。邺城被隔离了，秋初，城中饿死过半。

### 袁尚赶到、被击退
夏天，袁尚决定放弃征讨袁谭，回救总部。他遣主簿李孚先行告知守军援兵将至。李孚怕被围城者察觉，只带了三骑，砍断问事杖，趁夜而行。从北面到达围城曹营后，他诈称都督，于路寻守营将士过失，予以责罚。他以此从北营经东营进入曹操本人所在的南营，转而向西，逮捕哨兵并将其捆绑，冲向城墙，叫唤城上守军，守军用绳子将他吊上城。兴奋的守军击鼓庆祝李孚到来，曹操得知李孚所为后笑了。
李孚要把邺城的情况回报给袁尚。他知道自己不能再如法炮制，于是设计了一套新方案。他让审配趁夜把老弱放出城外以节省粮食。夜间，被选中的数千人从三个城门被遣出，举白旗示意投降。李孚和从人混入其中，从北门退出邺城，从西北逃过围城军营。袁尚高兴看到李孚归来，曹操得知李孚脱走后鼓掌再笑。
通过李孚渗透包围圈引起的躁动，曹操军知道袁尚正率军救邺。曹操的一些将领认为袁尚在袁谭追赶下回救，处于“死地”，按《孙子兵法》，会奋力死战以自救。曹操说，如果袁尚援军从东面大路来，他将避免交战；如袁尚从西北穿越山岭而来，有并州高幹友军在后，他的军队就好应付了。如曹操所料，袁尚走北路。当哨兵告知袁尚军到了邯郸，曹操坦率告知诸将：“我已经得到冀州了，你们知道吗？你们不久就能看到了。”
袁尚从西面山岭转向东进到阳平亭，距邺城17里。在城北的滏水岸边，救军扎营，举火以示守军夹攻，守军也举火以示会意。审配向北突击以会合袁尚，但曹操将两军都击败了，迫使审配退回城内，逐袁尚于曲漳。曹操进围袁尚，尚未合围，袁尚吓坏了，派前豫州刺史阴夔和陈琳商议投降。曹操拒绝了，继续向曲漳施压。一夜，袁尚弃曲漳，奔西面祁山滥口，曹操追及，再败袁尚。袁尚军完全溃散，部将都督将军马延、张顗、射声校尉郭昭投降，袁尚向北远逃至中山郡。曹操军得其印信、符节、斧钺等。

### 围城结束
曹操将对袁尚得胜的战利品展示给邺城守军，大大打击了守军的士气，但审配仍坚执。他聚集军队，相信袁尚的二哥袁熙会从幽州来救，袁尚溃败不足虑。当曹操骑马出来视察围城工事时，审配命弓箭手射之，几乎射中。数夜后，儒略历9月13日，审配侄审荣叛变，趁夜开东门放敌军入内。曹操军破城时，审配认为辛毗兄辛评使袁氏失势，将辛评全家处决，然后亲自参与防守城门。审配和残余守军被冲入城内，巷战了一会儿。《山阳公载记》《献帝春秋》都称审配战败后逃到一口井中，但裴松之予以否认。审配被生擒，拖了半年多的围城结束了。曹操屠邺城，袁绍家族的妇女多被夺取侵犯，曹操子曹丕私自夺取袁熙妻甄氏。

## 后果
审配仍然不屈。他痛斥投降曹操的人，咒骂箭不曾伤及曹操。曹操被他的死忠感动，想饒了他，但辛毗等人请求处死审配，审配终被斩首。审配在刑场上要求面向北方袁尚的方向而死。
曹操向袁绍坟墓致敬，为这个由友变敌的人落泪。他下令对邺城的袁氏家眷予以慰问和津贴，但曹操子曹丕抢了袁熙的妻子甄氏，被视为严重破坏礼数。政治上，曹操任用很多袁绍旧部，免新占领区税一年，发布政策重建因曹操和袁氏兄弟三路开战遭到破坏的地方。这些都为他赢取了很大的声望，和并州派来安顿邺城的军队都起到了防止爆发拥护旧主的叛乱的作用。并州刺史高幹名义上表示投降。曹操因功被敕为冀州牧，因而辞去了原职兖州牧。
邺城失守很大程度上使袁氏势力被逐出冀州。袁谭趁邺城被围，攻略袁尚领地，败袁尚于中山，将他赶到更北的幽州以寻求袁熙庇护。曹操指袁谭理應至少帮助围城的，便指称袁谭背信弃义，取消了两家的婚约。数月后，袁谭回到南皮，曹操进军攻打他，205年正月阵斩袁谭。袁尚和袁熙受挫且遭遇兵变，未能在幽州重整旗鼓，与盟友乌桓在207年的白狼山之战中遭到决定性的挫败。
邺城被证明是曹操的一个有用收获，占领邺城不久，他就将其作为主要居所。几年后，曹操在邺城内外建设了著名的铜雀台和训练水军的玄武池等，邺城乃至魏郡成为曹操的势力中心。213年，曹操受封为以魏郡命名的魏公，“魏”也成为曹氏于220年代汉建立的曹魏的国名。据《水经注》，邺城被视为曹魏的北都。